# خان أمين التجار
خان أمين التجار (بالفارسية: کاروانسرای امین التجار) هو خان تاريخي يعود إلى عصر القاجاريون، ويقع في كاشمر، ركن من ساحة المدينة المركزية. وتم تسجيل هذا الخان في 26 يونيو 2005 مع رقم تسجيل 11930 باعتباره أحد التراث الوطني الإيراني.